# Viveka Eriksson
Viveka Eriksson, född 18 augusti 1956 i Föglö, är en åländsk politiker som representerar partiet Liberalerna på Åland. 

## Biografi
Viveka Eriksson var Ålands första kvinnliga talman. I lagtingsvalet den 21 oktober 2007 ökades Liberalernas representation i lagtinget, från 7 till 10 mandat (av 30)[källa behövs]. Som partiledare för det största partiet utsågs Viveka Eriksson till regeringsbildare. Mellan den 26 november 2007 och den 31 oktober 2011 var hon lantråd, självstyrelsens regeringschef , som första kvinna även på den posten [källa behövs].
Hon var gift med politikern Olof Erland fram till hans död 2013. 

## Politisk karriär i korthet[4]
- Ledamot av Ålands lagting 1995-2019 [förtydliga]
- Lantråd (regeringschef), Ålands landskapsregering 2007-2011
- Första vice talman Ålands lagting 2000-2001 och 2005-2007
- Talman Ålands lagting 2001-2005
- Ordförande för Liberalerna på Åland 2003-2012